# Internationella fredsbyrån

Nobels fredspris 1910.

Internationella Fredsbyrån (Bureau international de la paix (BIP), engelska International Peace Bureau (IPB)) är världens äldsta internationella fredsorganisation. Byrån grundades 1 december 1891 i Bern i Schweiz under namnet Bureau international permanent de la paix, den permanenta Internationella Fredsbyrån, efter ett beslut på den tredje universella fredskongressen i Rom, juli 1891.
Initiativtagare Élie Ducommun som var dess förste ledare och 1902 erhöll Nobels fredspris. En av initiativtagarna, och byråns förste ordförande var dansken Fredrik Bajer, som 1908 fick Nobels fredspris för sitt arbete. Organisationen Bureau international permanent de la paix fick fredspriset 1910 och namnet ändrades till det nuvarande år 1912. Från och med 2012 har elva andra Nobelfredsprisvinnare varit medlemmar i IPB. Idag har IPB / BIP över 300 medlemsorganisationer från mer än 70 länder. Huvudkontoret ligger i Berlin. De har också kontor i Genève och Barcelona. Fram till 2017 var det huvudkontor i Genève.
Fredsbyrån blev en centralorganisation som samlade ett stort antal fredsrörelser under slutet av 1800-talet och början på 1900-talet. Byrån fick ansvaret för organisationen av de universella fredskongresserna som hölls i slutet av 1800-talet och framåt.
Dessa fredskongresser tog bland annat fram ett första regelsystem för folkrätten och regler för "humanisering" av krigföring, till exempel förbud mot användning av vapen som orsakar onödigt lidande.
Deras huvudprogram är Global Campaign on Military Spending (GCOMS) och Avrustning för Utveckling, som fokuserar på kärnvapen och konventionella vapen, samt biologiska vapen, landminor och handeldvapen.

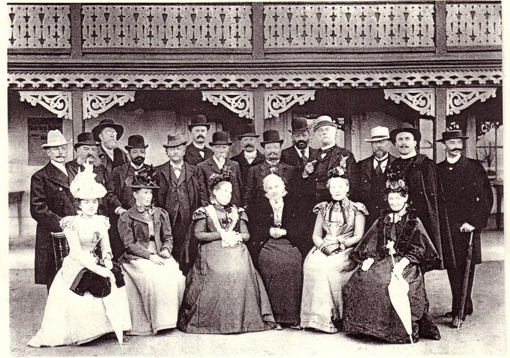
Internationella fredsbyråns möte (IPB) i Bern, 1899.

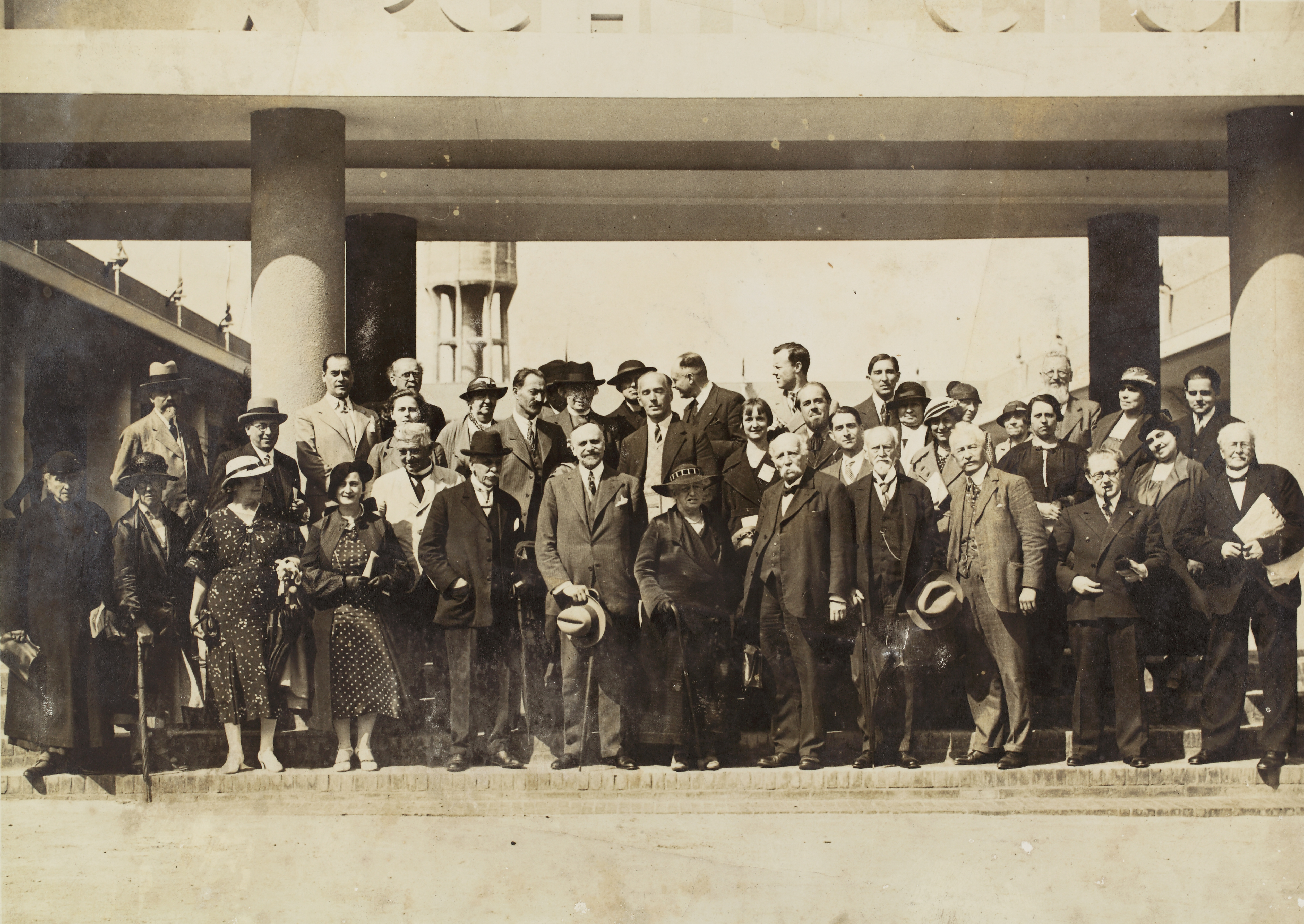
Internationella fredsbyråns generalförsamling, september 1935.

IPB / BIP har rådgivande status vid FN:s ekonomiska och sociala råd (ECOSOC) och kopplar statusen till FN:s avdelning för global kommunikation.

## Global Campaign on Military Spending
Den globala kampanjen för militära utgifter (GCOMS) är en permanent, global, heltidskampanj som skapades i december 2014 av IPB för att ta itu med den globala frågan om överdrivna militära utgifter.
Syftet med kampanjen är att driva världens regeringar att investera pengar i hälso-, utbildnings-, sysselsättnings- och klimatförändringssektorerna i stället för militär. Det kräver också en årlig minimiallokering på 10% från militära budgetar i alla stater. Slutligen förespråkar den minskningen av vapenproduktionen och internationell vapenhandel.
Kampanjen organiserar den globala dagen för militära utgifter (GDAMS) för att öka allmänhetens, medias och politiska medvetenhet om kostnaderna för militära utgifter och behovet av att investera i nya prioriteringar.

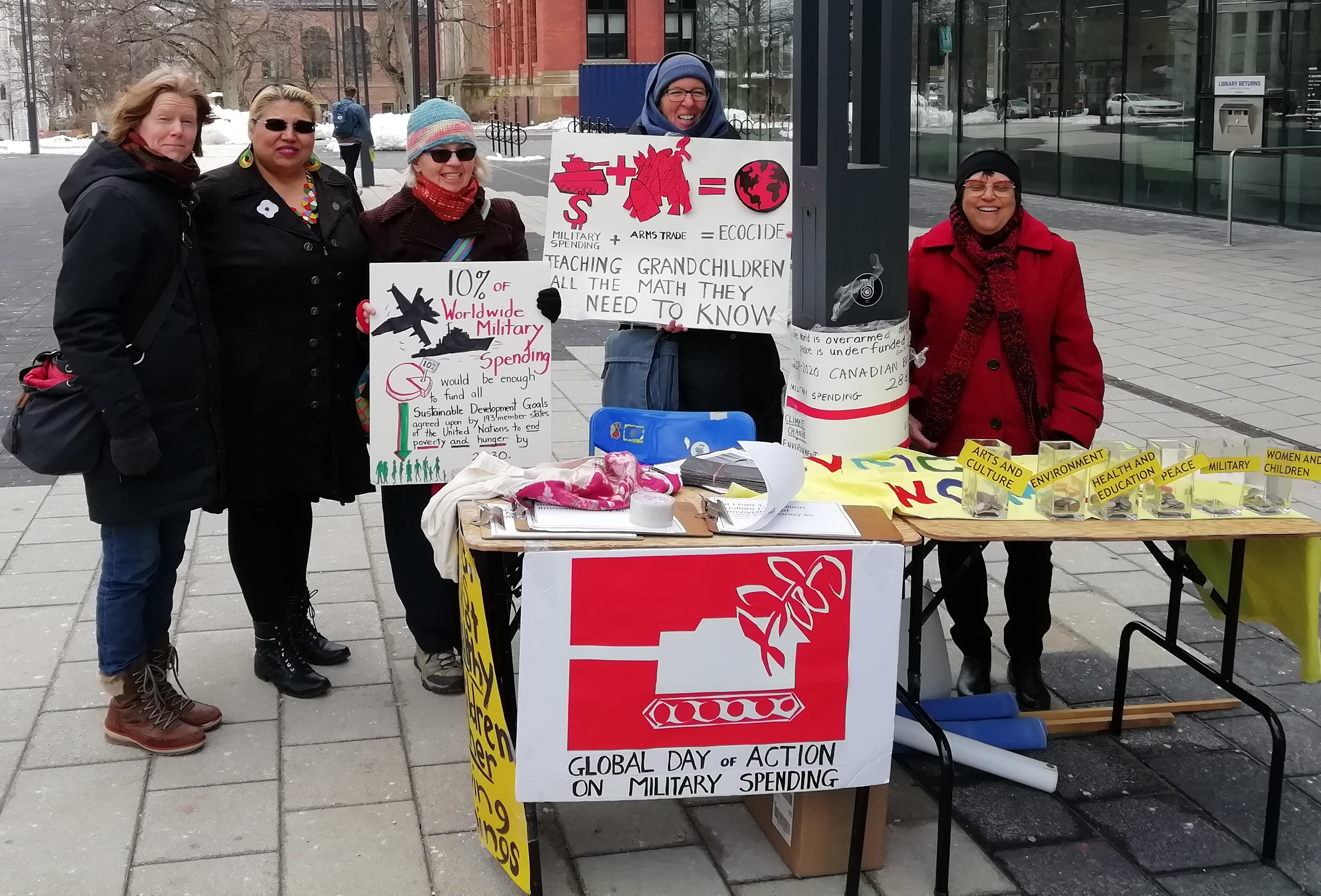
GDAMS-åtgärder i Halifax, Kanada.

GCOMS förvaltas från det decentraliserade Barcelona, Spaniens IPB-kontor i samordning med Center Delàs of Peace Studies. Mer än 100 organisationer från 35 länder har anslutit sig till kampanjen.

## Atomnedrustningsaktivitet
IPB har varit i spetsen för kärnvapenavrustning sedan 1945, inklusive:
- Icke-spridningsavtalet (NPT)
- Comprehensive Nuclear-Test-Ban Treaty (CTBT)
- World Court Project
- Treaty on the Prohibition of Nuclear Weapons (TPNW)

IPB håller för närvarande på kampanj för att uppmuntra signering och ratificering av TPNW så att det kan träda i kraft.

## Seán MacBride Peace Prize
Seán MacBrides fredspris grundades 1992 och delas ut av International Peace Agency till individer eller organisationer som "har gjort enastående arbete för fred, nedrustning och / eller mänskliga rättigheter." Den är uppkallad efter Seán MacBride, en vinnare av Nobels fredspris som var ordförande för IPB 1968-74 och president 1974–1985.

### Mottagare
Följande är mottagare av Seán MacBride fredspris sedan starten 1992:
| År   | Mottagar | Anteckningar | Referenser    |
| ---- | --- | --- | ------------- |
| 1992 | Michael D. Higgins                                                                                             | |               |
| 1993 | Motarilavoa Hilda Lini                                                                                         | Spelade en nyckelroll i WHO:s beslut att godkänna en begäran till Världsdomstolen om kärnvapens lagliga status. |               |
| 1994 | Mordechai Vanunu                                                                                               | Dömd till fängelse i 18 år för att avslöja detaljer om Israels kärnvapenarsenal. |               |
| 1995 | Förening av kommittéer för soldatmödrar i Ryssland                                                             | Fremst blant russiske statsborgergrupper som motsetter seg krigen i Tsjetsjenia. |               |
| 1996 | Selim Bešlagić                                                                                                 | För "hans kamp mot nationalism, etnisk rensning och intolerans under sitt lands krig." | [ 10 ]        |
| 1997 | Seeds of Hope Group                                                                                            | Att avväpna ett Hawk-flygplan på väg till Indonesien. |               |
| 1998 | John Hume | För "hans bidrag till Nordirlands fredsprocess." | [ 11 ]        |
| 1999 | Barbara Gladysch                                                                                               | For hennes "ekstraordinære og årelange forpliktelse til nedrustning og praktisk solidaritet med ofre for kriger og katastrofer." | [ 12 ]        |
| 2000 | 1) Praful Bidwai 2) Achin Vanaik                                                                               | Att vara i spetsen för den internationella kampanjen mot nukleariering av Sydasien. " | [ 13 ]        |
| 2001 | Rosalie Bertell                                                                                                | För "hennes livslånga engagemang för fred och hennes djupa oro för människors välbefinnande över hela planeten. | [ 14 ]        |
| 2002 | Barbara Lee | För "hennes enda röst mot bombningen av Afghanistan." | [ 15 ]        |
| 2003 | Nihon Hidankyō                                                                                                 | Överlevande av A-bombattackerna mot Hiroshima och Nagasaki 1945. De har ägnat resten av sina liv åt att eliminera kärnvapen. |               |
| 2004 | Geneva Initiative on the Middle East                                                                           | |               |
| 2005 | Ingen utmerkelse                                                                                               | |               |
| 2006 | Mayors for Peace: 1) Tadatoshi Akiba 2) Iccho Itoh                                                             | För "prestationerna i att väcka internationell offentligt krav på avskaffande av kärnvapen och varaktig världsfred." | [ 16 ]        |
| 2007 | Jayantha Dhanapala                                                                                             | För "hans engagemang för orsaken till nedrustning och hans initiativ att skapa den centralasiatiska kärnfria zonen." | [ 17 ]        |
| 2008 | Jacqueline Cabasso                                                                                             | För "hennes år med enastående arbete med icke-statliga organisationer och initiativ mot fred och eliminering av kärnvapen." | [ 18 ]        |
| 2009 | Betty Reardon                                                                                                  | För "hennes bidrag till fredsutbildning och till den bredare fredsrörelsen." | [ 19 ]        |
| 2010 | Binalakshmi Nepram                                                                                             | För "hennes extraordinära ansträngningar för att främja nedrustning och ett slut på vapenvapen i Indien." | [ 20 ]        |
| 2011 | 1) Hanaa Edwar 2) Dr. Peter Becker                                                                             | 1) För "hennes bidrag till främjandet av demokrati och mänskliga rättigheter, liksom hennes hårda motstånd mot våld och krig." 2) För sitt arbete med den tyska sektionen i International Association of Advocists Against Nuclear Arms (IALANA). | [ 21 ] [ 22 ] |
| 2012 | 1) Lina Ben Mhenni 2) Nawal El Saadawi                                                                         | Att visa "stort mod och ... betydande bidrag till det som kallas den arabiska våren." | [ 23 ]        |
| 2013 | Chelsea Manning                                                                                                | För hennes "modiga handlingar för att avslöja information om USA:s krigsförbrytelser." |               |
| 2014 | Folket och regeringen på Republiken Marshallöarna                                                              | För "modiga att ta de nio länderna med kärnvapeninnehav till Internationella domstolen för att verkställa icke-spridningsfördrag och internationell sedvänjor." | [ 24 ]        |
| 2015 | Folket och ösamhällen i Lampedusa, Italien och Jeju Island, Sydkorea                                           | Att visa "ett djupt engagemang för fred och social rättvisa." | [ 25 ]        |
| 2016 | IPB Secretary-General Colin Archer                                                                             | I 26 år "i fred och i IPB-samhället." | [ 26 ]        |
| 2017 | 1) All Okinawa Council Against Henoko New Base 2) Noam Chomsky 3) Jeremy Corbyn                                | 1) "för sitt oavbrutna åtagande att stänga av Futemna Marine Air Base och för sitt icke-våldsamma motstånd mot byggandet av en massiv ny luft-, land- och havsbas i Henoko;" 2) För hans "outtröttliga engagemang för fred, hans starka kritik av den amerikanska utrikespolitiken och hans anti-imperialism;" 3) För hans "varaktiga och kraftfulla politiska arbete för nedrustning och fred." | [ 6 ]         |
| 2018 | 1) Association For Historical Dialogue and Research and Home for Cooperation 2) Helena Maleno 3) Douglas Roche | 1) För sina "ansträngningar och främjande av [a] fredskultur och fredsbyggande aktiviteter." 2) För hennes "ansträngningar för att rädda hundratals liv i Medelhavet och hennes starka åtagande att försvara de mänskliga rättigheterna." 3) För hans "outtröttliga ansträngningar för att främja internationell fred och nedrustning."                                                          |               |
| 2019 | 1) Bruce Kent 2) Elayne Whyte Gómez                                                                            | 1) En "internationellt känd fredsaktivist och en" verklig fredshjälte "som, till och med på sitt 90:e år, fortfarande är en aktiv kampanj och organisator för fred och mänskliga rättigheter." 2) För "hennes ovärderliga bidrag till genomförandet av det historiska fördraget om förbud mot kärnvapen."                                                                                        | [ 8 ]         |

## Förvaltning
Organisationenens tjänstemän väljs för tre år i taget. Vid den senaste kongressen som hölls i London den 19 oktober 2019 valdes en ny grupp av IPB-tjänstemän.

### President
Organisationen leds av två presidenter, en manlig och en kvinnlig.

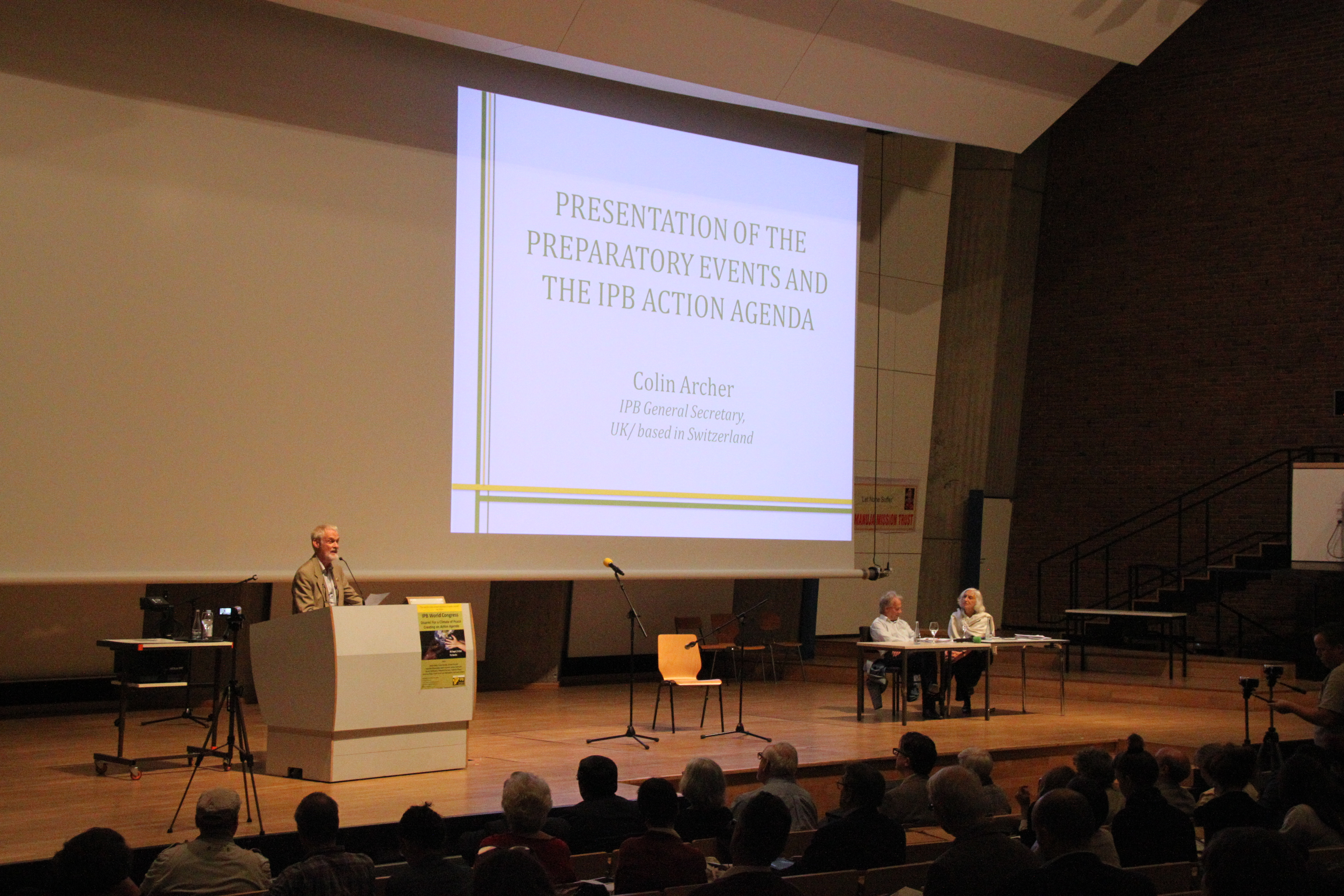
International Peace Bureau World Congress Berlin 2016.

| Land           | Namn            |
| -------------- | --------------- |
| Storbritannien | Philip Jennings |
| Italien        | Lisa Clark      |

### Kassör
| Land     | Namn       |
| -------- | ---------- |
| Tyskland | Lucas Wirl |

### Vicepresidenter
Vicepresidenterna ersätter  presidenten vid behov.
| Land           | Namn                  |
| -------------- | --------------------- |
| Spanien        | Jordi Calvo           |
| Filippinerna   | Corazon Valdez Fabros |
| USA            | Joseph Gerson         |
| Storbritannien | Dave Webb             |

### Styrelsemedlemmar
| Land      | Namn                      |
| --------- | ------------------------- |
| Frankrike | Alain Rouy                |
| Frankrike | Arielle Denis             |
| Indien    | Binalakshmi Nepram        |
| Mongoliet | Enkhsaikhan Jargalsaikhan |
| Sydkorea  | Jun Kyu Lee               |
| Argentina | Patricia Perez            |
| Japan     | Rieko Asato-Kodama        |
| Canada    | Yeshua Moser-Puangsuwan   |
| Canada    | Steve Staples             |
| Belgien   | Etienne De Jonghe         |

### Anställda
| Land     | Namn           |
| -------- | -------------- |
| Tyskland | Reiner Braun   |
| Bosnien  | Amela Skiljan  |
| Spanien  | Quique Sánchez |

## Nobels fredspriser

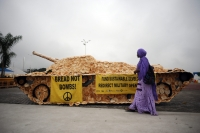
IPB "Bread Tank" i Rio de Janeiro i Brasilien.

IPB:s arbete belönades av Nobels fredspris 1910, vilket också delas ut till några av dess medlemmar:
- 1901: Frédéric Passy (Frankrike), IPB-rådets ledamot
- 1902: Élie Ducommun och Albert Gobat (Schweiz), första hedersekreteraren för IPB.
- 1905: Bertha von Suttner (Österrike), författare och heders vice president för IPB.
- 1907: Ernesto Moneta (Italien), IPB-rådets ledamot.
- 1908: Fredrik Bajer (Danmark), hederspresident för IPB.
- 1910: International Peace Office.
- 1911: Alfred Fried (Österrike), IPB-rådsmedlem.
- 1913: Henri La Fontaine (Belgien), ordförande för IPB.
- 1927: Ludwig Quidde (Tyskland), IPB-rådets ledamot.
- 1959: Philip Noel-Baker (Storbritannien), IPB:s vice president.
- 1962: Linus Pauling (USA), IPB-vice president.
- 1974: Seán MacBride (Irland), IPB-ordförande och president.
- 1982: Alva Myrdal (Sverige), IPB-vice president.

## Tidigare presidenter
IPB leds av två presidenter, en man och en kvinna, vilket säkerställer en könsbalans inom ledarskapet. Varje president kan för närvarande tjänstgöra upp till två treårsperioder.
- Henri La Fontaine – 1907–1943
- Ernst Wolf – 1963–1974
- Seán MacBride – 1974–1985
- Bruce Kent – 1985–1992
- Maj Britt Theorin – 1992–2000
- Cora Weiss – 2000–2006
- Tomas Magnusson – 2006–2013
- Ingeborg Breines – 2009–2016
- Reiner Braun – 2013–2019
- Lisa Clark – 2016–
- Philip Jennings – 2019–